# Стаал, Эрик
Эрик Крейг Стаал (англ. Eric Craig Staal; род. 29 октября 1984, Тандер-Бей, Онтарио) — канадский хоккеист, центральный нападающий. Обладатель Кубка Стэнли 2006 года в составе «Каролины Харрикейнз», чемпион мира 2007 года и олимпийский чемпион 2010 года в составе сборной Канады. Член «тройного золотого клуба».
Трое его младших братьев также являются хоккеистами: Марк играет вместе с Эриком во «Флориде», Джордан — в «Каролине Харрикейнз», а самый младший, Джаред, был задрафтован «Финикс Койотис» во 2-м раунде в 2008 году и сыграл 2 матча в НХЛ за «Каролину Харрикейнз» в сезоне 2012/13.

## Клубная карьера

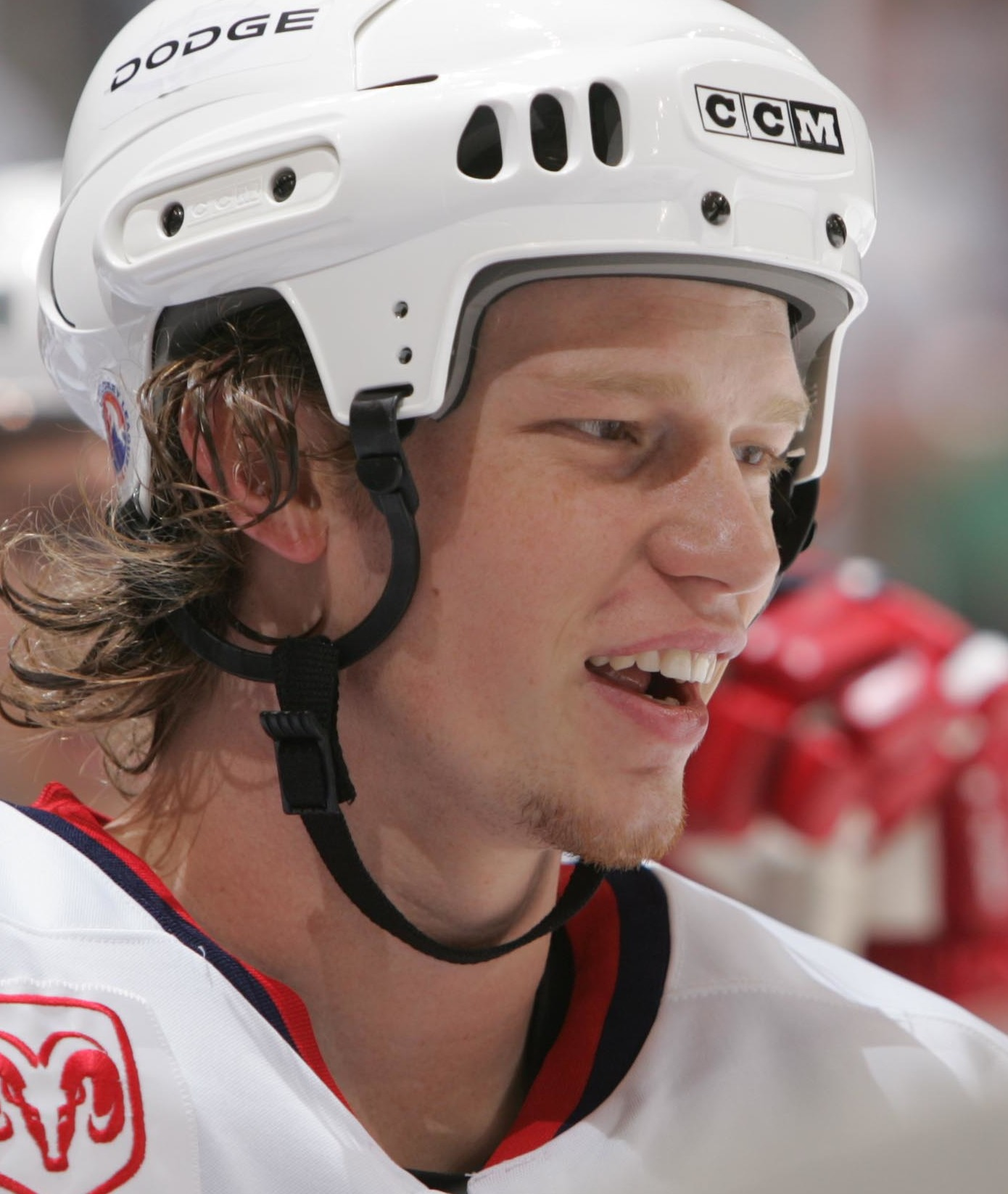
2005 год

Карьера Эрика Стаала началась в клубе юниорской лиги Онтарио «Питерборо Питс», где он провёл три сезона, начиная с 2000 года. За это время он провёл 185 матчей и набрал 209 очков. На драфте НХЛ 2003 года был выбран в 1-м раунде под общим вторым номером клубом «Каролина Харрикейнз» (первым номером «Питтсбург Пингвинз» выбрал голкипера Марка-Андре Флёри).
Хоккеист сразу закрепился в основном составе своего нового клуба, миновав матчи в АХЛ. В дебютном сезоне Стаал провёл 81 матч, набрал 31 (11+20) очко и принял участие в матче молодых звёзд НХЛ. На следующий год из-за локаута канадец был вынужден выступать за фарм-клуб «Каролины».
Сезон 2005/06 стал для Стаала триумфальным — «Каролина» завоевала Кубок Стэнли, а сам хоккеист уже был одним из лидеров команды. В 25 матчах плей-офф на счету форварда 28 (9+19) очков. В итоге, он занял четвёртое место в голосовании при определении самого ценного игрока лиги. После окончания сезона клуб подписал со своим лидером трёхлетний контракт на сумму в $ 13,5 млн.
На следующий год «Каролине» не удалось пробиться в плей-офф, однако Стаал продолжал выступать на своем привычном уровне и принял участие в матче всех звёзд в составе сборной Восточной конференции. Спустя год, нападающий вновь представлял сборную Востока во время звёздного уик-энда. Стаал записал на свой счёт две шайбы и одну результативную передачу, после чего был признан самым ценным игроком.
В июле 2007 года хоккеисту были предъявлены обвинения в нарушении общественного порядка. Он, его брат Джордан, а также ещё двенадцать человек были задержаны на одном из курортов Миннесоты. В итоге, Стаал провёл ночь в тюрьме и заплатил штраф за административное нарушение.
Летом 2009 года подписал 7-летний контракт с «Ураганами» на сумму в $ 57,5 млн.

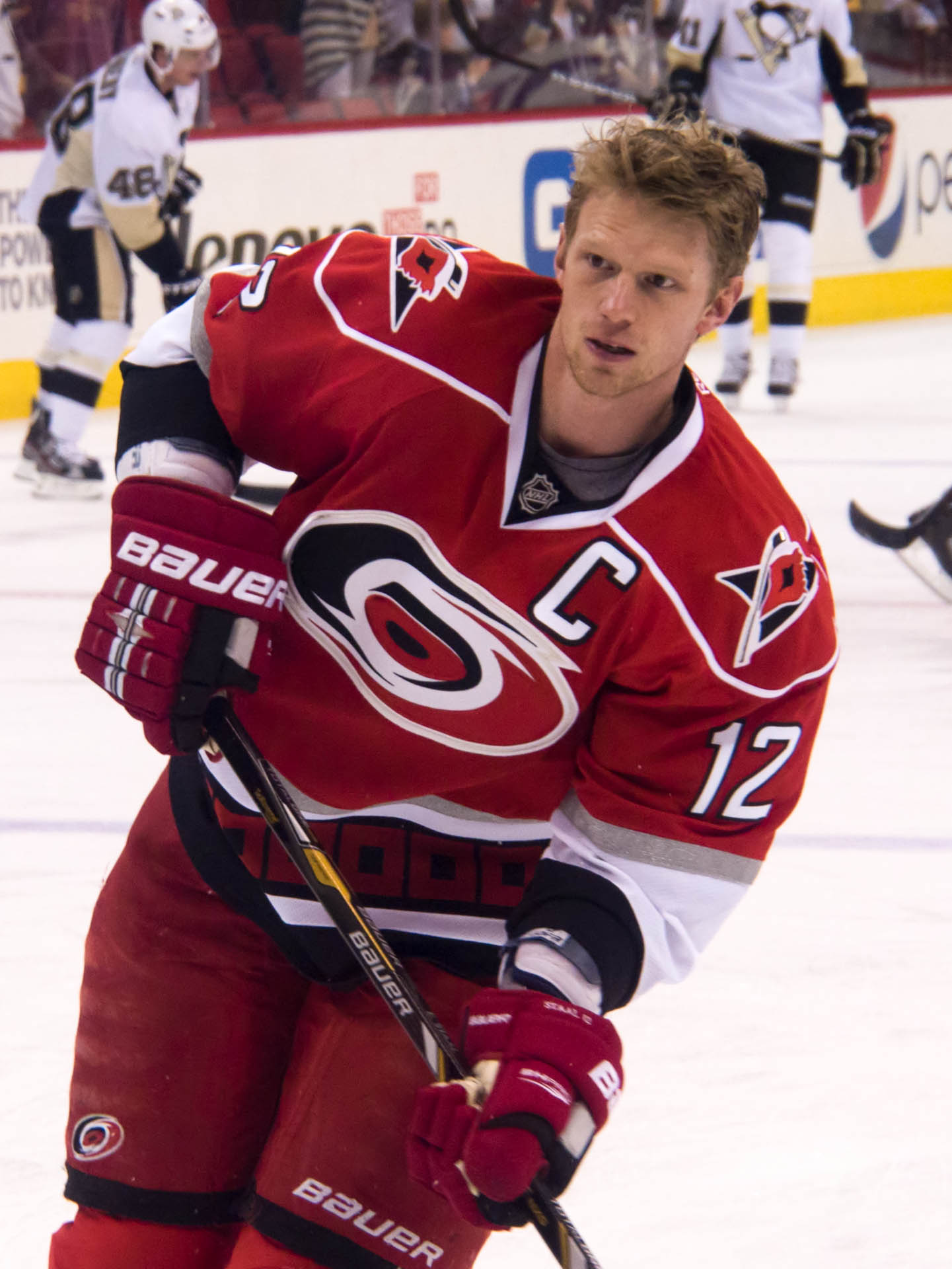
Стаал в составе «Харрикейнз» в 2013 году

В начале 2010 года был назначен капитаном своего клуба «Каролина Харрикейнз».
В феврале 2016 года был обменян в «Нью-Йорк Рейнджерс».
После окончания контракта заключил 3-летний договор с «Миннесотой Уайлд» на сумму в $ 10,5 млн.
19 марта 2017 года провёл 1000-й матч в НХЛ. 27 февраля 2018 года набрал 5 очков (3+2) в игре против «Сент-Луис Блюз» (8:3). Этот хет-трик стал для Стаала 14-м в карьере в НХЛ и первым с января 2013 года. В сезоне 2017/18 в третий раз в карьере забросил 40 и более шайб за сезон.
15 декабря 2019 года в матче против «Чикаго Блэкхокс» набрал 1000-е очко в регулярных чемпионатах НХЛ. Эрик стал 89-м игроком в истории лиги, преодолевшим этот рубеж.
16 сентября 2020 года «Миннесота» обменяла Эрика в клуб «Баффало Сейбрз» на нападающего Маркуса Юханссона. В составе «Сейбрз» провёл 32 встречи с всего лишь 10 (3+7) набранными очками, а команда имела серию из 16 поражений подряд. Сам Стаал имел худший показатель полезности среди нападающих «-20».
26 марта 2021 года был обменян в «Монреаль Канадиенс» на пики третьего и пятого раундов драфта 2021 года, «Баффало» удержали 50% зарплаты Стаала.
В сезоне 2021/22 в НХЛ не выступал. Летом 2022 года подписал однолетний контракт с клубом НХЛ «Флорида Пантерз», где присоединился к своему брату Марку. Первый матч за «Пантерз» сыграл 27 октября 2022 года за два дня до своего 38-летия. 9 ноября 2022 года стал 64-м хоккеистом в истории, сыгравшим 1300 матчей в регулярных сезонах НХЛ. 1 декабря 2022 года набрал первое очко в составе «Пантерз». 11 декабря, в 22-м матче сезона, забросил первую шайбу в составе «Пантерз» в ворота «Сиэтла». Если в первых 16 матчах сезона Стаал играл мало и не набрал ни одного очка, то затем постепенно его время на льду увеличилось, и он набрал 8 очков (3+5) в 14 матчах декабря.
1 января 2023 года впервые в сезоне набрал два очка (1+1) в игре против «Рейнджерс» (3:5). 3 января забросил две шайбы после двух бросков в ворота «Аризоны Койотис», вторая шайба стала победной в матче (5:3). Благодаря этим двум шайбам Стаал вошёл в топ-75 лучших бомбардиров в истории НХЛ, догнав Анри Ришара (по 1046 очков). 6 января 2023 года в игре против «Ред Уингз» (3:2) в своём 1326-м матче сделал 600-ю передачу в карьере в НХЛ. Стаал стал 95-м хоккеистом, сделавшим 600 передач в НХЛ. 9 февраля забросил за 34 секунды две шайбы в пустые ворота в игре против «Шаркс» (4:1). Первая из этих шайб стала 450-й для Стаала в НХЛ, ранее до этой отметки добирались 63 хоккеиста.
С «Флоридой» в том сезоне он дошёл до финала Кубка Стэнли, где упустил «Вегас Голден Найтс» (1:4). Это был его последний сезон в НХЛ.
30 июля 2024 года, спустя год и 47 дней после паузы, он объявил о завершении игровой карьеры, подписав однодневный контракт с «Каролиной».
12 января 2025 года перед матчем с «Анахаймом» в «Lenovo Center» прошла церемония, на которой «Каролина» вывела 12-й номер Стаала. Это стал 4-й, не используемый номера клуба. До Стаала такой чести удостаивались только Глен Уэсли (2-й номер выведен в 2009), Рон Фрэнсис (10-й номер выведен в 2006) и Род Бриндамор (17-й номер выведен в 2011).
Всего в НХЛ Эрик отыграл 18 сезонов, сыграл в 1365 матчах и набрал 1063 (455+608) очка. В плей-офф он сыграл 104 матча, в которых набрал 64 (25+39) очка.

## Международная карьера

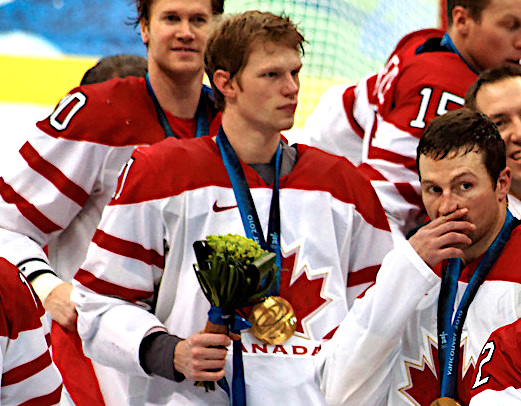
Стаал выиграл олимпийское золото на домашней Олимпиаде в Ванкувере в составе сборной Канады в 2010 году.

Стаал получил свой первый вызов в сборную Канады на чемпионат мира 2007 года в Москве. Вместе с младшим братом Джорданом он выиграл золото победив в финале сборную Финляндии. На турнире забил пять голов и отдал пять голевых передач, включая победный гол в овертайме в матче с Чехией. В следующем году Стаал вернулся в состав сборной Канады на чемпионате мира 2008 года в Квебеке, выиграв серебряную медаль. Он забил четыре гола на турнире, все в ворота сборной Германии.
Спустя четыре года после того, как он был в резерве канадской команды на зимних Олимпийских игр 2006 года, Стаал попал в итоговую заявку на зимние Олимпийские игры 2010 года в Ванкувере. Он играл в тройке вместе с Сидни Кросби и Джеромом Игинлой и забил один гол и отдал пять голевых передач на пути к золотой медали. Олимпийское золото позволило Стаалу стать 23-м членом «тройного золотого клуба».
Эрик был назначен капитаном сборной Канады на чемпионате мира 2013 года в Стокгольме. В первом периоде четвертьфинала против сборной Швеции получил травму после удара защитника Александра Эдлера. Канада проиграла будущим чемпионам.
В 2022 году 37-летний Стаал вошёл в составе сборной Канады на Олимпийские игры в Пекине, так как не имел контракта с клубом НХЛ. На Олимпийских играх в 5 матчах набрал 4 очка (1+3), канадцы проиграли в 1/4 финале шведам (0:2).

## Личная жизнь
3 августа 2007 года Стаал женился на своей давней подруге Тане Ван ден Брук. У них три сына: Паркер, Леви и Финли.

## Достижения
- Участник матча молодых звёзд НХЛ (2004)
- Обладатель Кубка Стэнли, 2006 («Каролина Харрикейнз»)
- Лучший бомбардир кубка Стэнли 2006 (28 очков в 25 матчах)
- Второй состав символической сборной сезона 2005/06
- Участник матча всех звёзд НХЛ (6 раз: 2007, 2008, 2009, 2011, 2018, 2020)
- Приз самому ценному игроку матча (MVP) всех звёзд НХЛ (январь 2008)
- Чемпион мира 2007
- Вице-чемпион мира 2008
- Наибольшее количество хет-триков (4) в сезоне 2008/09
- Олимпийский чемпион 2010 года в Ванкувере

## Статистика
| Легенда | Легенда                    | Легенда | Легенда                   | Легенда | Легенда    |
| ------- | -------------------------- | ------- | ------------------------- | ------- | ---------- |
| И       | Количество проведённых игр | Штр     | Штрафное время            | +/−     | Плюс-минус |
| Г       | Голы                       | П       | Голевые передачи          | О       | Очки       |
| -       | Статистика неизвестна      | —       | Статистика не учитывалась |         |            |